# Dulcemembriyo
Dulcemembriyo fue una banda de rock argentina, nacida en 1967 en la ciudad de La Plata, y que se disolvería en 1972.

## Historia
Esta agrupación realizaba principalmente "covers" de bandas anglosajonas como The Who, Steppenwolf o Black Sabbath, además de algunas canciones en castellano con letras de un entonces ignoto Indio Solari, y una irónica versión de un tema de Palito Ortega, figura emblemática de la música complaciente de entonces.
El grupo estaba integrado originalmente por Luis María Canosa como vocalista, Federico Moura en bajo y coros, Pinfo Garriga en guitarra y Diego Rodríguez en batería, a quienes se sumó Daniel Sbarra en 1968, aportando una segunda guitarra a la banda.
Tal vez la mayor relevancia de este grupo fue el destino de sus integrantes, ya que Federico Moura y Daniel Sbarra serían parte del grupo Virus, de gran éxito en los años 80.
Luis María Canosa fallecería prematuramente y sería recordado por Patricio Rey y sus Redonditos de Ricota en el tema «Toxi-Taxi», del álbum La Mosca y la Sopa (1991), y posteriormente lo haría el mismo Indio Solari en su etapa como solista en el tema «Pabellón séptimo (relato de Horacio)», haciendo alusión a la tragedia. 
Por su parte Sbarra, Garriga y Rodríguez se irían a Francia en los años '70 y allí formarían una banda con Miguel Abuelo y músicos exiliados chilenos, la banda se llamó Miguel Abuelo & Nada y en 1975 lanzó un álbum homónimo que fue de los primeros de heavy metal hecho por músicos latinoamericanos: allí se oye a un Daniel Sbarra muy oscuro y pesado, marcadamente influenciado por bandas como Black Sabbath y Led Zeppelin.